# 機械化步兵

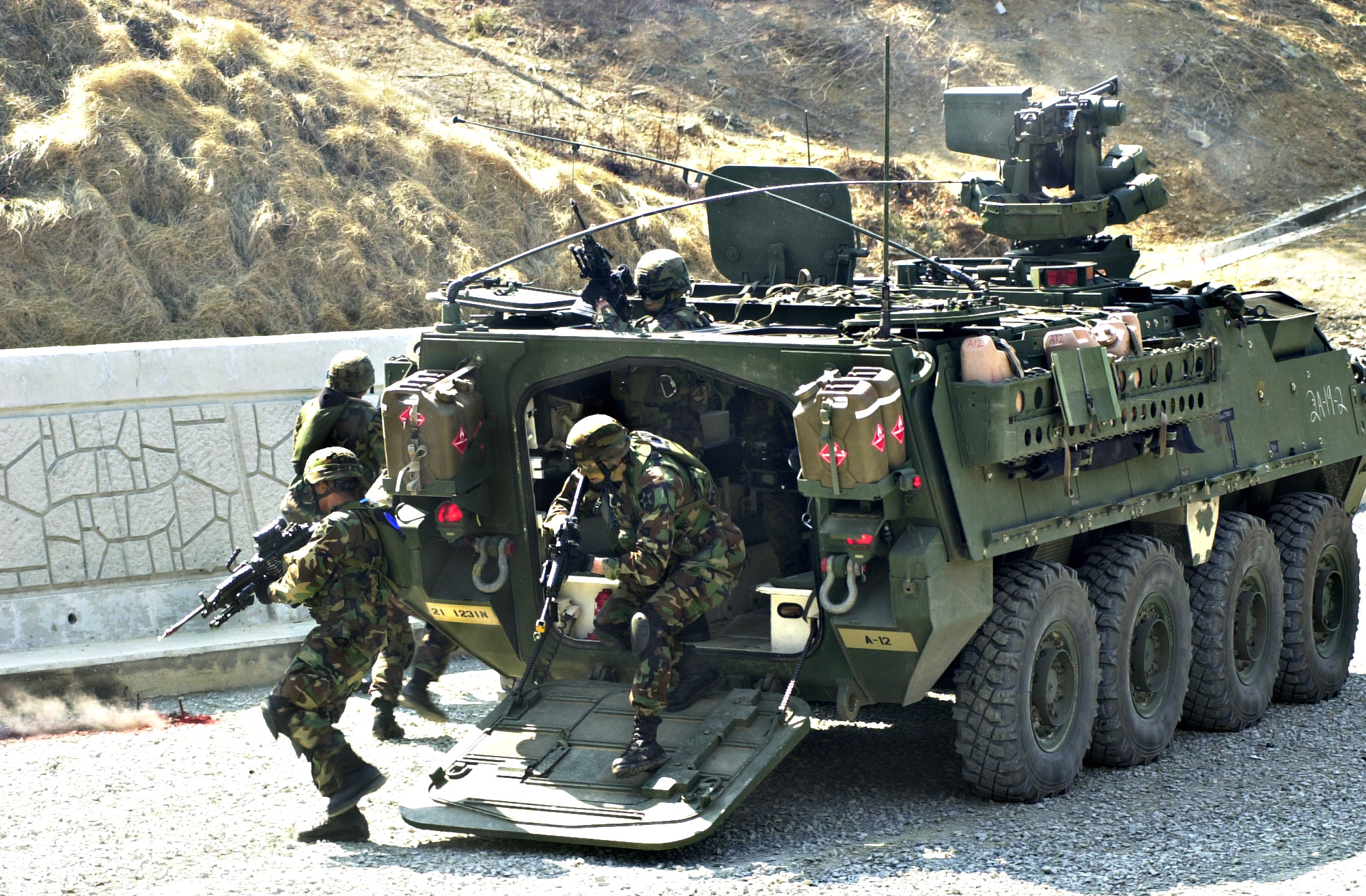
搭乘史崔克裝甲車的駐韓美軍機械化步兵，可注意到其採用後開式設計而非側開戰術

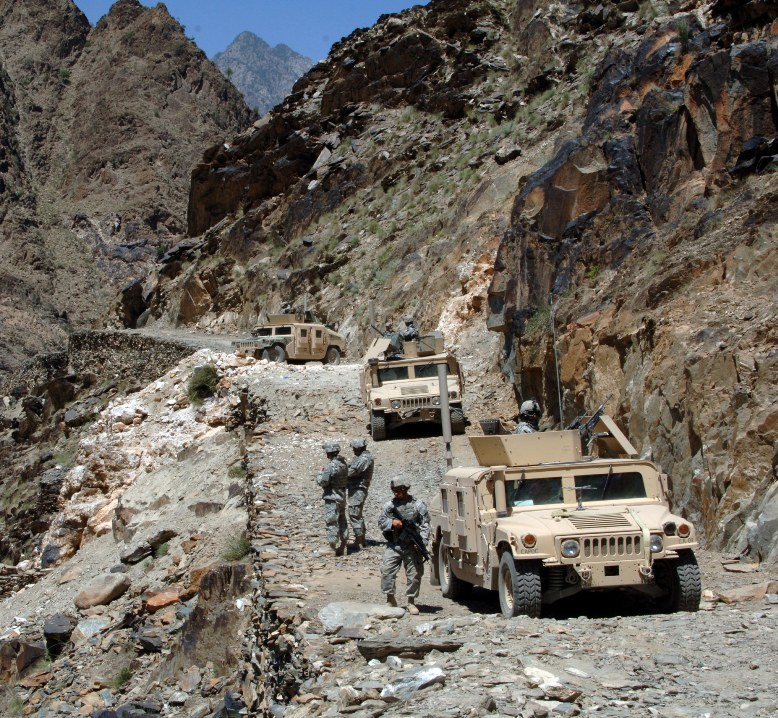
阿富汗的美軍機械化步兵在山路上行軍

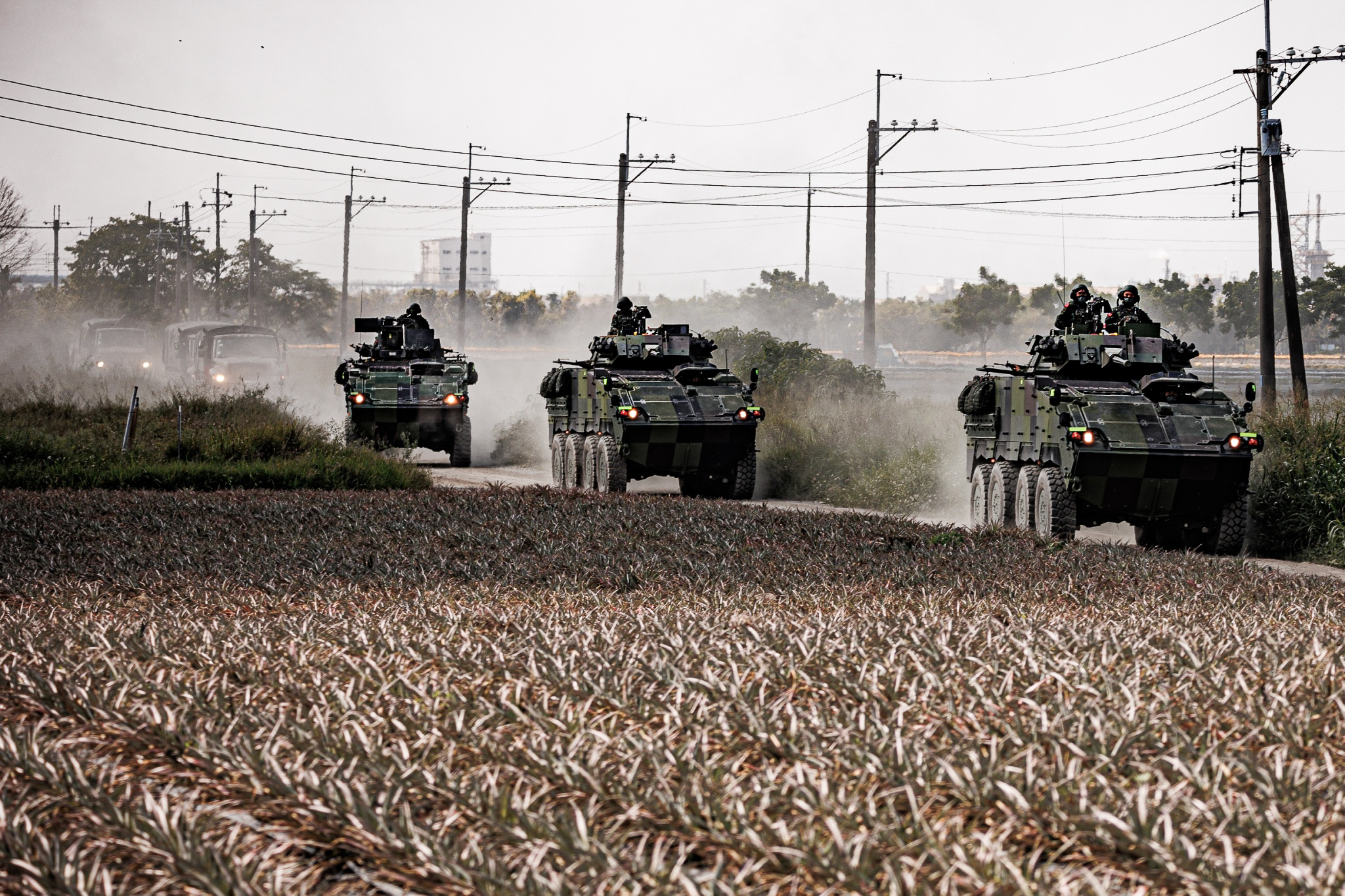
正在駕駛CM-34雲豹步兵戰車執行巡弋任務的中華民國陸軍機械化步兵第三三三旅

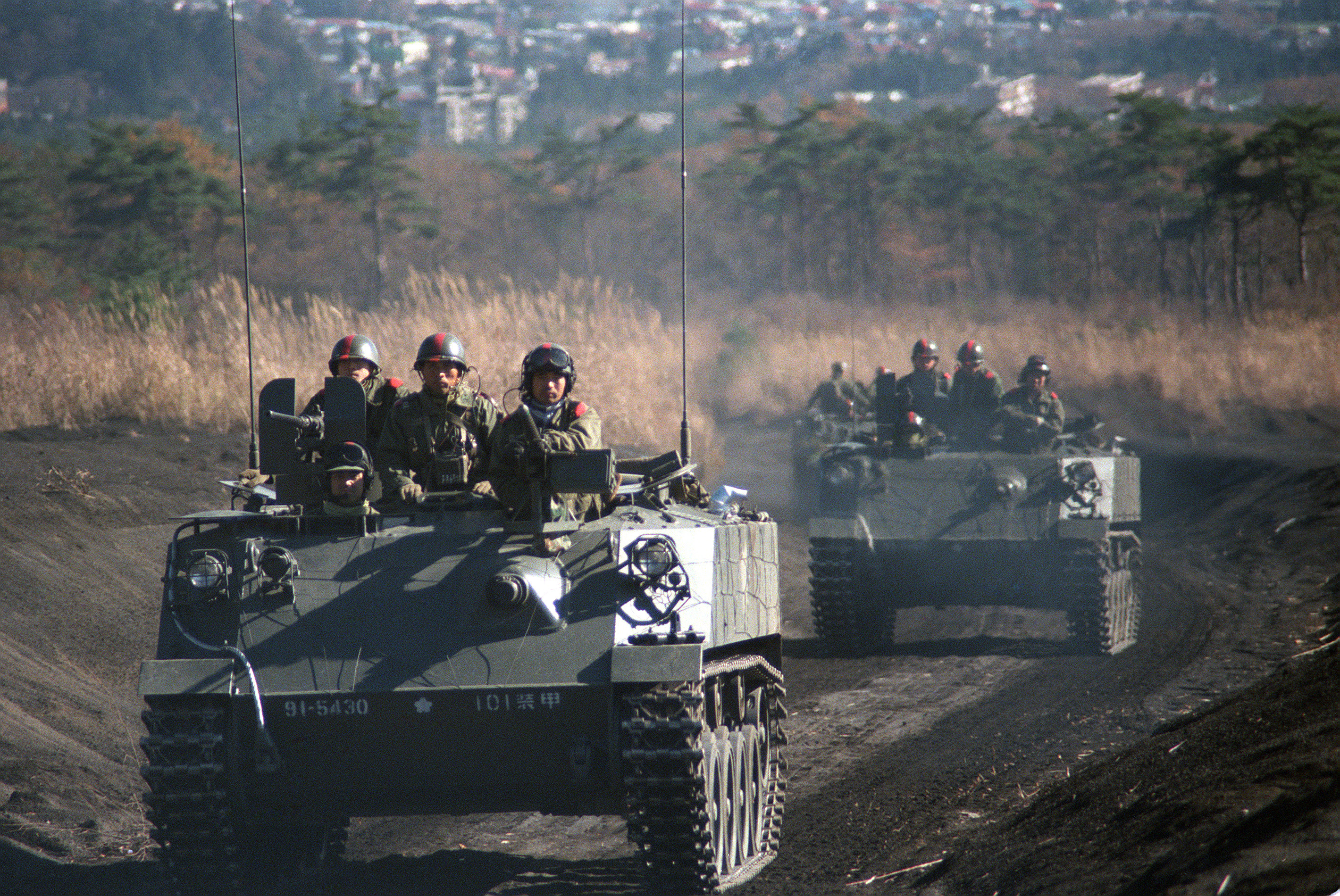
日本陸上自衛隊駕駛60式裝甲運兵車執行巡弋任務的機步旅

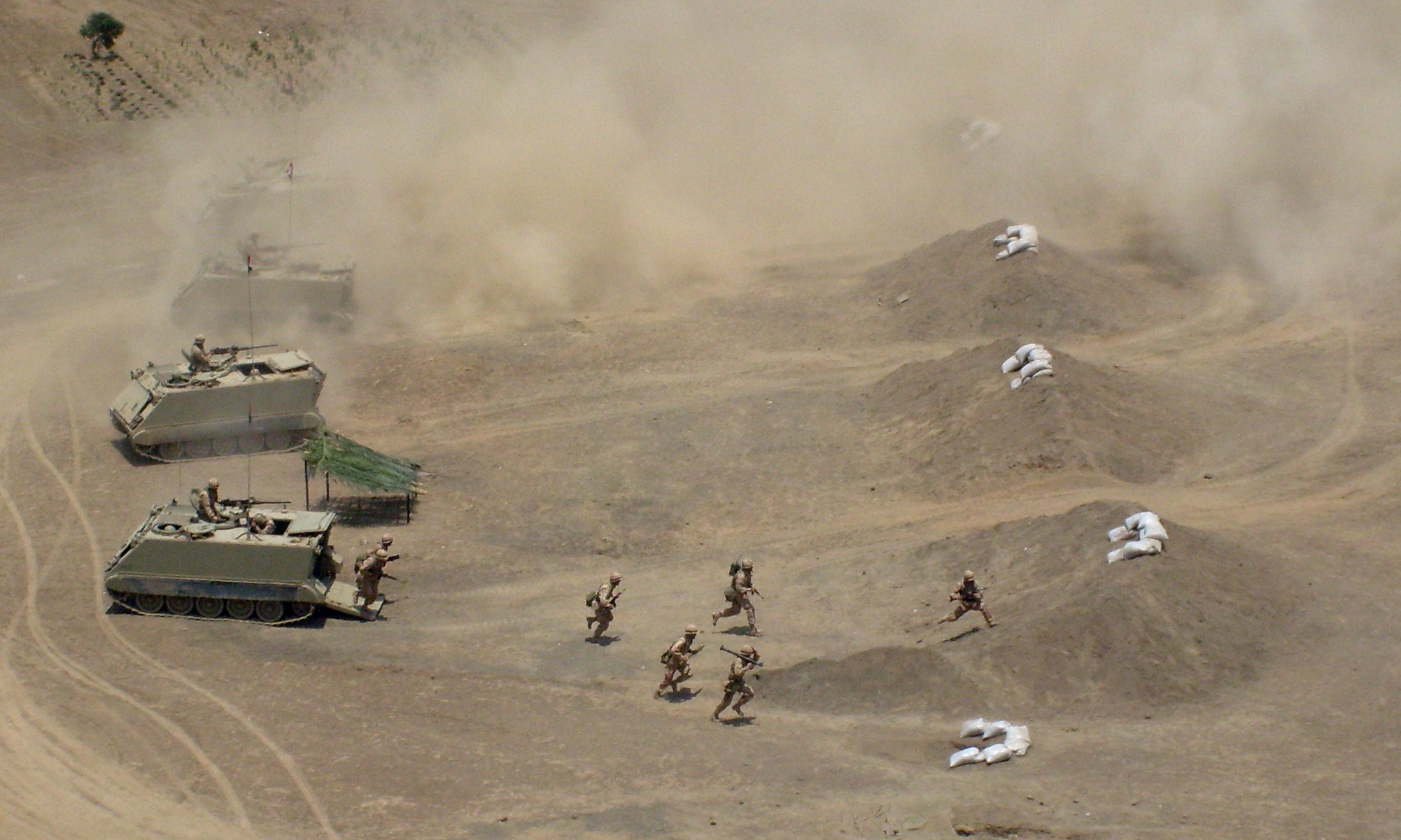
秘魯裝甲騎兵演習

機械化步兵是指现代軍事中的搭乘武裝運兵車（步兵战车或裝甲運兵車）机动作战的步兵兵种。視戰況可讓步兵下車戰鬥，或是使用武裝運兵車配備的武器對敵方進行打擊。機械化步兵在現代戰爭中，會與裝甲兵駕駛的戰車部隊配合戰鬥。

## 發展歷程
機械化步兵是納粹德國國防軍二戰時根據閃擊戰術而創建的特有兵種。不過若是討論搭乘交通工具到戰場後投入作戰，在17世紀的龍騎兵便已有這個構想。在第一次世界大戰末期，德國的A7V戰車因為體積龐大，除了戰車編制車組，也會多增乘接受過完整滲透戰術的風暴突擊隊加強戰術效果，A7V車內會增加攜帶提供突擊步兵使用的火焰噴射器掃蕩敵方陣地。
英國則是在一戰末期，改裝馬克五型戰車，加長車體，使車內可容納14名步兵。後更為了乘載步兵而研製的馬克九型戰車，該型裝甲運兵車可搭載30名步兵，但是實際投入戰場前一戰已落幕，故未經歷實戰考驗。一戰後英國雖然有一部份青壯派將校提倡全機械化作戰部隊，但最後因預算樽節與殖民地綏靖等現實問題未能實編。但是搭乘車輛與戰車共同作戰的步兵概念，在英國、法國、蘇聯、德國都各有軍事將領提倡打造類似兵種。
1930年代，德國重新進行武裝後成立裝甲師，在裝甲師編制中，步兵單位便編制有SdKfz 251半履帶車，讓步兵在各種地形都可以跟上戰車部隊遂行步戰偕同戰術。不過因為德國半履帶車的產能無法跟上擴軍進度，因此機械化單位仍有大量是採用汽車作為運輸工具。在實際作戰中，由於步兵的防護能力較差，以輕型裝甲車運兵不單可配合重裝甲部隊的行動，還可以安裝重武器以方便巷戰掃蕩。
除了德國打造了機械化步兵，法國也跟進了這波趨勢，1935年法軍組建輕型機械化師，法國的輕型機械化師麾下編制是1個摩托化步兵旅與2個機械化騎兵旅，編制作戰車輛並不比德國裝甲師要弱。但德國重視機械化步兵是進行滲透突擊與後續突破，法國的機械化步兵則是偏重防禦，是寄望藉由機械化部隊快速轉移大規模部隊，增強戰線防禦力。
機械化步兵是為戰車和大规模集团作战理论而設的兵种，因其優秀火力、机动力以及防护力而适合協同戰車机动作战。纳粹德国、苏联和美国均分别研制了供步兵伴随戰車作战使用的步兵战车，并完善了步兵伴随戰車作战的理论和作战条列，機械化步兵逐步成为军事强国的主要陆军战斗兵种。機械化步兵主要装备包括步兵战鬥车或裝甲運兵車、机枪、突击步枪、衝鋒槍、火箭推進榴彈及手榴弹等。而任務方面通常有伴随戰車执行作战輔助等等，但通常其任务局限也多：
- 在进攻中，保护已方戰車不受敌方反戰車武器的打击，为戰車开辟进攻通道，扫清己方戰車侧翼和后方的威胁，巩固己方已占领阵地；
- 在防御中，加强防御前沿的反戰車打击力量和装甲防护力量，利用高机动性，杀伤敌方有生兵力和技术兵器，干擾對方、增援防线薄弱环节等等。
- 装备重型化，对于后勤保障压力较大
- 受地形限制，在山地和江河水网地区使用受到限制
- 军事运输依赖高等级公路和铁路或者海运，战略机动力差

二戰結束後进入冷战時代，北约普遍将搭乘履带式车辆的步兵称为机械化步兵，而搭乘轮式车辆的步兵为摩托化步兵。苏联则是将乘坐轮式与履带式车辆的步兵统一称之为“机动步兵” (俄語：мотострелки)。而在大规模地面战争及核戰陰影下，苏联和美国为首的两大军事集团均着重加强了该兵种在核战争下防輻射、防化武、防生物武器的三防能力。
随着21世纪国际形势的改变和军事技术、军事理论的变化，冷戰時代的機械化步兵裝備不适合21世纪的低烈度战争和快速反应战争的需要，发展受到了挑战。機械化步兵開始走向更專業的方向。

## 現狀

### 美军
按照美国陆军的定义，机械化步兵与摩托化步兵完全不同，机步指的是乘坐具有一定装甲和火力的车辆且会伴随这些车辆进行作战的步兵，而摩步仅乘坐“脆皮”的仅用于机动的车辆。美国陆军的机械化步兵全都来自于装甲旅级战斗队，而乘坐史崔克装甲车的步兵则被冠以特殊的“史崔克步兵” (英語：Stryker Infantry)名号。

### 中国解放军
中国人民解放军最早的军语中，“机械化”一词来源于苏联的军语，泛指以戰車、乘坐机动车辆的步兵、火砲等多兵种构成的合成作战单位。因此“合成”与否是“机械化”与否的要素之一。因此，在解放军陆军中，只有拥有自主作战能力和足够的装甲战斗车辆的合成部队才能被冠以“机械化”的称呼。而在西方军语中的不需要合成的“机械化步兵”在解放军中是被称为装甲步兵，因为这类单位没有诸兵种合成，也不具备完整的参谋机关和行政职能。

## 戰役範例
- 库尔斯克会战
- 阿登战役
- 第四次中东战争
- 海湾战争
- 美伊战争